# Hippocampus algiricus
Espèce
Statut de conservation UICN

 VU  : Vulnérable
Statut CITES
Hippocampus algiricus est une espèce d'hippocampes qui se rencontre sur la façade ouest de l'Afrique.

## Description
Hippocampus algiricus peut mesurer jusqu'à 192 mm de longueur totale (hauteur dans le cas des hippocampes). Cette espèce est ovovivipare et les mâles transportent les œufs dans une poche située sous la queue.

## Répartition
Ce poisson se rencontre dans l'Atlantique est, depuis les côtes du Sénégal jusqu'à celles de l'Angola et dont la présence est incertaine en Algérie. Il est présent depuis la surface et jusqu'à 25 m de profondeur.

## Systématique
Le nom valide complet (avec auteur) de ce taxon est Hippocampus algiricus Kaup, 1856,.
Hippocampus algiricus a pour synonymes :
- Hippocampus deanei Duméril, 1861
- Hippocampus kaupii Duméril, 1870
- Hippocampus punctulatus Kaup, 1856

### Étymologie
Son épithète spécifique, est composé de algir, en référence à Alger, localité type de cette espèce, et du suffixe latin -icus, « originaire de ». Ce poisson n'a depuis jamais été mentionné à cet endroit, n'étant connue que dans l'océan Atlantique entre le Sénégal et l'Angola.

### Publication originale
- (en) Johann Jakob Kaup, Catalogue of lophobranchiate fish in the collection of the British Museum, Londres, Printer by Order of the Trustees, 1856, 112 p. (lire en ligne), p. 13-14.